# Йыги, Мартин
Мартин Йыги (эст. Martin Jõgi; 5 января 1995, Тарту) — эстонский футболист, нападающий.

## Биография
Воспитанник клуба «Таммека» (Тарту). В 2011 году начал играть на взрослом уровне, сначала за «Таммеку-2» в третьем дивизионе Эстонии. 9 июля 2011 года дебютировал в основной команде своего клуба в матче высшего дивизиона против «Аякса Ласнамяэ», заменив на 81-й минуте Алара Алве. Первый гол в элите забил 30 мая 2013 года в ворота «Курессааре». Всего за 12 сезонов в составе «Таммеки» сыграл 135 матчей и забил 14 голов в высшем дивизионе. Большую часть этого периода не был стабильным игроком основы. Регулярно играл за «Таммеку» только в 2015—2018 годах, а наиболее успешным для него стал сезон 2017 года с 28 матчами и 6 голами в чемпионате, в том же году игрок со своим клубом дошёл до финала Кубка Эстонии. В последних трёх сезонах выходил на поле только на замены. В 2015 году был на просмотре в словацком клубе «Славой Требишов».
Летом 2022 года перешёл в клуб третьего дивизиона «Велко» (Тарту).
Выступал за сборные Эстонии младших возрастов, провёл 13 матчей.

## Достижения
- Финалист Кубка Эстонии: 2016/17

## Личная жизнь
Помимо футбола работает массажистом в медицинском салоне.
Брат Маркус (род. 1996) также футболист, сыграл 20 матчей в высшем дивизионе за «Таммеку».